# Cilunculus hirsutus
Cilunculus hirsutus là một loài nhện biển trong họ Ammotheidae. Loài này thuộc chi Cilunculus. Cilunculus hirsutus được miêu tả khoa học năm 1963 bởi Clark.